# Isotogastrura coronata
Isotogastrura coronata is een springstaartensoort uit de familie van de Isotogastruridae. De wetenschappelijke naam van de soort is voor het eerst geldig gepubliceerd in 1995 door Fjellberg.